# Parteker
Parteker is een bestuurslaag in het regentschap Pamekasan van de provincie Oost-Java, Indonesië. Parteker telt 3700 inwoners (volkstelling 2010).